# Vicki Nelson
Vicki Nelson-Dunbar (25 settembre 1962) è un'ex tennista statunitense.

## Carriera
Conosciuta anche come Vicki Nelson-Dunbar, in carriera ha vinto un titolo nel singolare, il Brasil Open nel 1986. Nei tornei del Grande Slam ha ottenuto il suo miglior risultato raggiungendo il quarto turno nel singolare agli US Open nel 1982.

## Statistiche

### Singolare

#### Vittorie (1)
| Numero | Anno             | Torneo                 | Superficie  | Avversaria in finale | Punteggio |
| 1.     | 15 dicembre 1986 | Brasil Open, San Paolo | Terra rossa | Jenny Klitch         | 6-2, 7-6  |

#### Finali perse (1)
| Numero | Anno          | Torneo                           | Superficie  | Avversaria in finale | Punteggio |
| 1.     | 3 maggio 1985 | Internazionali d'Italia, Taranto | Terra rossa | Raffaella Reggi      | 4-6, 4-6  |

### Risultati in progressione
| Sigla | Risultato               |
| ----- | ----------------------- |
| V     | Vincitore               |
| F     | Finalista               |
| SF    | Semifinalista           |
| O     | Oro olimpico            |
| A     | Argento olimpico        |
| SF    | Bronzo olimpico         |
| QF    | Quarti di Finale        |
| 4T    | Quarto turno            |
| 3T    | Terzo turno             |
| 2T    | Secondo turno           |
| 1T    | Primo turno             |
| RR    | Round Robin             |
| LQ    | Turno di qualificazione |
| A     | Assente                 |
| ND    | Non disputato           |

| Legenda superfici    |
| -------------------- |
| Cemento              |
| Terra battuta        |
| Erba                 |
| Superficie variabile |

#### Singolare nei tornei del Grande Slam
| Torneo          | 1981 | 1982 | 1983 | 1984 | 1985 | 1986 | 1987 | 1988 |
| --------------- | ---- | ---- | ---- | ---- | ---- | ---- | ---- | ---- |
| Australian Open | A    | 1T   | A    | 1T   | A    | ND   | 2T   | 1T   |
| Open di Francia | A    | A    | 1T   | 2T   | 2T   | 2T   | 1T   | A    |
| Wimbledon       | A    | 1T   | 1T   | 1T   | 1T   | 1T   | 1T   | A    |
| US Open         | 2T   | 4T   | 1T   | 2T   | 1T   | 1T   | 1T   | A    |

#### Doppio nei tornei del Grande Slam
| Torneo          | 1981 | 1982 | 1983 | 1984 | 1985 | 1986 | 1987 | 1988 |
| --------------- | ---- | ---- | ---- | ---- | ---- | ---- | ---- | ---- |
| Australian Open | A    | A    | A    | 2T   | A    | ND   | A    | 1T   |
| Open di Francia | A    | A    | 1T   | 1T   | 1T   | 1T   | 1T   |      |
| Wimbledon       | A    | 1T   | 1T   | A    | 1T   | 1T   | A    | A    |
| US Open         | 3T   | 2T   | 1T   | 1T   | 1T   | 1T   | A    | A    |

#### Doppio misto nei tornei del Grande Slam
Nessun partecipazione